# Parkdale
Parkdale es un lugar designado por el censo ubicado en el condado de Manistee en el estado estadounidense de Míchigan. En el Censo de 2010 tenía una población de 704 habitantes y una densidad poblacional de 175,59 personas por km².

## Geografía
Parkdale se encuentra ubicado en las coordenadas 44°16′19″N 86°16′50″O / 44.27194, -86.28056. Según la Oficina del Censo de los Estados Unidos, Parkdale tiene una superficie total de 4.01 km², de la cual 4.01 km² corresponden a tierra firme y (0%) 0 km² es agua.

## Demografía
Según el censo de 2010, había 704 personas residiendo en Parkdale. La densidad de población era de 175,59 hab./km². De los 704 habitantes, Parkdale estaba compuesto por el 92.61% blancos, el 0.71% eran afroamericanos, el 3.69% eran amerindios, el 0.14% eran asiáticos, el 0.85% eran isleños del Pacífico, el 0.43% eran de otras razas y el 1.56% pertenecían a dos o más razas. Del total de la población el 2.13% eran hispanos o latinos de cualquier raza.